# デニス・ベグビー
デニス・ウォーバートン・ベグビー（Denis Warburton Begbie、1914年12月12日 – 2009年3月10日）は、南アフリカのクリケット選手。

## 人物
トランスヴァール共和国のミドルバーグ出身。1948年から1950年までクリケット南アフリカ代表として、5試合のテストクリケットに出場した。
彼の死亡時にはニュージーランドのエリック・ティンディル、南アフリカのノーマン・ゴードンに次ぐ3番目に長寿のテストマッチに出場したクリケット選手であった。